# Ґвідо Бек
Ґвідо Бек (нім. Guido Beck; 29 серпня 1903, Райхенберґ, Австро-Угорщина — 21 жовтня 1988, Ріо-де-Жанейро, Бразилія) — австрійський і аргентинський фізик-ядерщик.

## Життя і робота
Гвідо Йозефович Бек народився 29 серпня 1903 року  в австро-угорському місті Райхенберґу (нім. Reichenberg, нині — місто Ліберець у Чехії]). Вивчав фізику  у Віденському університеті і в 1925 році отримав вчений ступінь доктора філософії  під керівництвом Ганса Тіррінґа. З 1928 року Бек працював у Лейпцигу помічником Вернера Гейзенберга. Неспокійна політична обстановка в Європі в 1930-ті роки, його власна тяга до змін і, звичайно, переслідування в Німеччині з боку НСДАП, змусили Бека, що мав єврейське походження, подорожувати в ці роки. Він працював у Празі, в США, в Японії.
У 1935 році Бека запрошує працювати до Радянського Союзу директор Інституту фізики при Одеському університеті професор Елпідіфор Кирилов за рекомендацією академіка Йоффе. В Одеському університеті Бек завідував кафедрою теоретичної фізики і читав курс теоретичної фізики німецькою мовою; лекції синхронно перекладав українською асистент Ю. Г. Векштейн. В 1936—1937 роках Бек очолював кафедру теоретичної механіки в Інституті інженерів водного транспорту в Одесі. З шести його одеських учнів двоє — Я. Б. Дашевський і А. С. Кудін — загинули під час Другої світової війни, четверо — В. В. Маляров, М. М. Альперін, Г. В. Скроцкій і П. Є. Немирівський — стали професорами в Одесі та Москві.
У 1937 році Бек переїхав до Франції, де він був поміщений у в'язницю після початку Другої світової війни. У 1941 році Бек втік до Португалії, а в 1943 емігрував до Аргентини. За час роботи в Аргентині професор Бек не тільки підготував ряд фізиків, в тому числі Хосе Антоніо Балсейро (José Antonio Balseiro), але й вплинув на розвиток фізики в цій країні. У 1951 він переїжджає ще раз, цього разу в Бразилію, де також надає відчутний вплив на розвиток науки. У 1962 році, після смерті Балсейро, Бек запрошується до Аргентини, де продовжує свою роботу в Інституті Балсейро. У 1975 році він повертається до Бразилії, де працює в Centro Brasileiro de Pesquisas Físicas (CBPF).
Крім надання великого впливу як вчителя на нове покоління фізиків Південної Америки, Ґвідо Бек зробив внесок до теорії бета-розпаду, яка була згодом замінена повнішою теорією Фермі. Ґвідо Бек також був другом знаменитого письменника Ернеста Сабато.
Ґвідо Бек загинув 1988 року в автомобільній катастрофі в Ріо-де-Жанейро.

## Праці
- Energiesatz und Reversibilität der Elementarprozeß // Zeitschrift für Physik. – 1933. – Bd. 84.
- The present state of the Neutrino Hypothesis // Phys. Rev. – 1935. – Vol. 47.
- Structure of heavy elementary particles // Nature. – 1938. – Vol. 141
- Nuclear levels of the compound Li5 // Phys. Rev. – 1942. – Vol. 61
- Remarks on the fine structure of «positronium» // Phys. Rev. – 1946. –  Vol. 69.